# Thinophilus setosus
Thinophilus setosus är en tvåvingeart som beskrevs av Negrobov 1979. Thinophilus setosus ingår i släktet Thinophilus och familjen styltflugor.
Artens utbredningsområde är Mongoliet. Inga underarter finns listade i Catalogue of Life.